# سيباستيان غرييسبيك
سيباستيان غرييسبيك (بالألمانية: Sebastian Griesbeck) (3 أكتوبر 1990 بأولم في ألمانيا - ) هو لاعب كرة قدم ألماني في مركز قلب الدفاع. لعب مع نادي هايدنهايم وإس إس في أولم 1846 و.

## روابط خارجية
- سيباستيان غرييسبيك على موقع اتحاد النرويج (النرويجية)
- سيباستيان غرييسبيك على موقع قاعدة بيانات كرة القدم.إي يو (الإنجليزية)
- سيباستيان غرييسبيك على موقع بيانات كرة القدم. دي إي (الألمانية)
- سيباستيان غرييسبيك على موقع Soccerway.com (الإنجليزية)
- سيباستيان غرييسبيك على موقع عالم كرة القدم.نت (الإنجليزية)